# Piet Mondrian

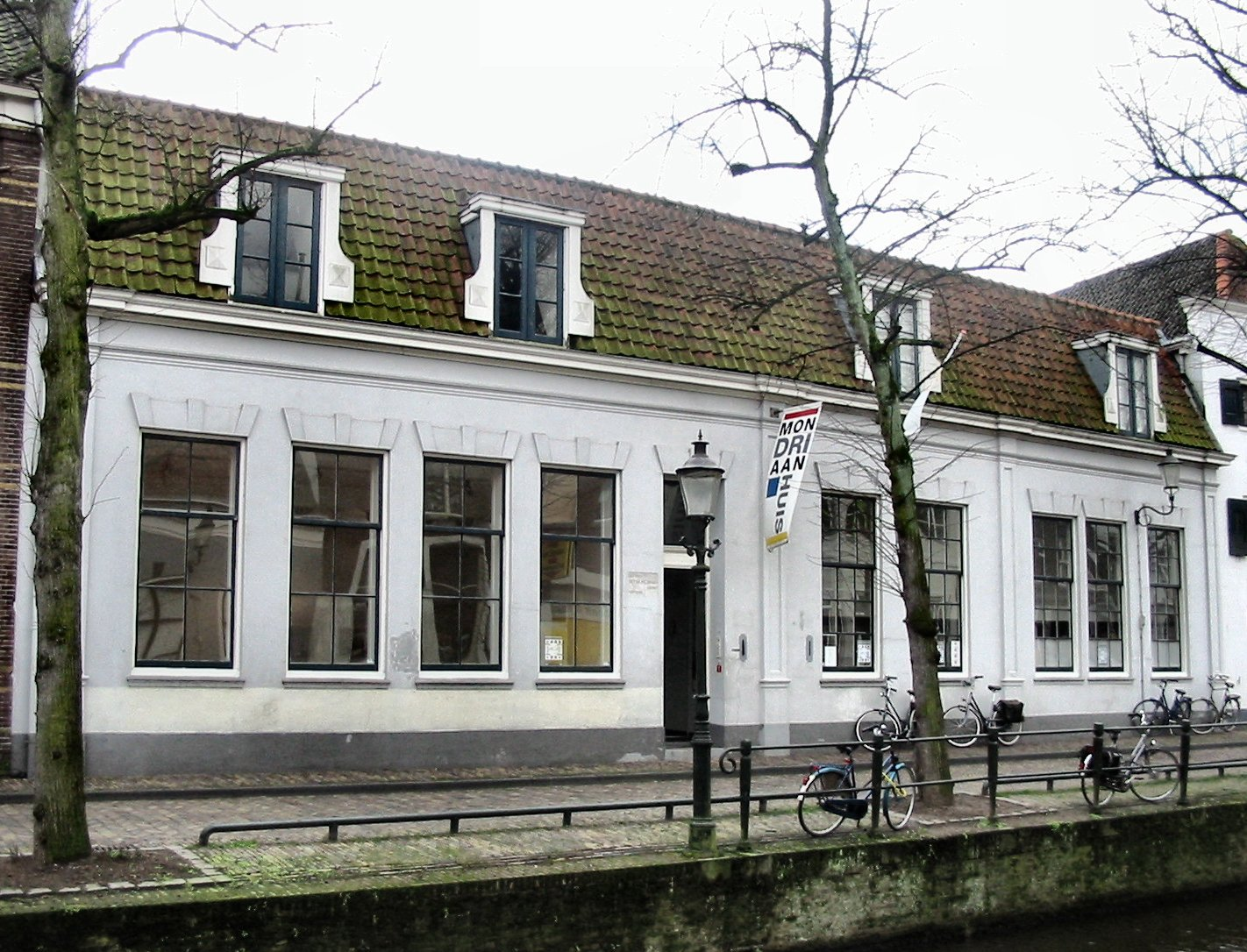
Dom przy Kortegracht 11 w Amersfoort, miejsce narodzin Mondriana, obecnie muzeum Mondriaan Huis

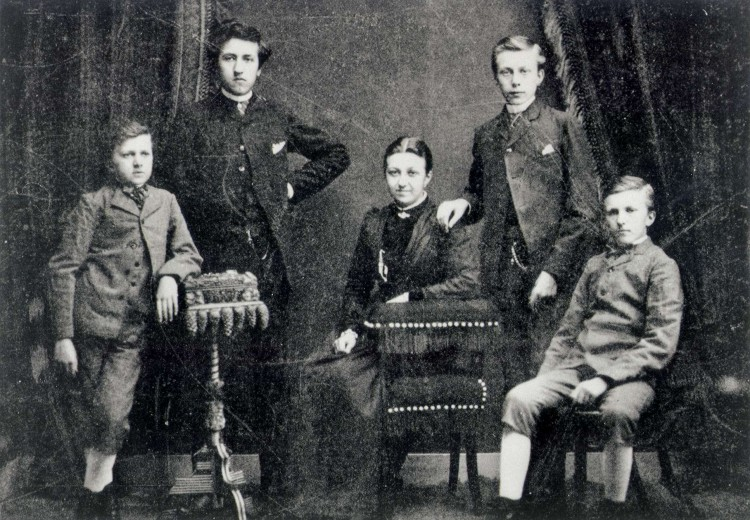
Mondrian z rodzeństwem, od lewej do prawej: Carel (1880–1956), Pieter Cornelius (Piet), Johanna Christina (1870–1939), Willem Frederik (1874–1945) i Louis (1877–1943), autor nieznany, 1890 rok

Piet Mondrian, właśc. Pieter Cornelis Mondriaan  (ur. 7 marca 1872 w Amersfoort, Holandia, zm. 1 lutego 1944 w Nowym Jorku, Stany Zjednoczone) – holenderski malarz, współzałożyciel grupy artystycznej De Stijl (1917), uważany, obok Kandinskiego i Malewicza, za jednego z prekursorów abstrakcjonizmu.
Twórca neoplastycyzmu – jednego z najwcześniejszych kierunków postulujących w malarstwie abstrakcję geometryczną, charakteryzującego się użyciem linii pionowych i poziomych, które nachodząc na siebie, dzieliły płaszczyzny na kwadraty i prostokąty, oraz stosowaniem trzech barw podstawowych (żółtej, niebieskiej i czerwonej) i trzech tzw. nie-kolorów (czerni, bieli i szarości). Wywarł wpływ na rozwój abstrakcji w malarstwie i na architekturę XX w.

## Życiorys
Piet Mondrian urodził się 7 marca 1872 roku w Amersfoort jako Pieter Cornelis Mondriaan – drugie z pięciorga dzieci Pietera Cornelisa Mondriaana (1839–1915), dyrektora szkoły podstawowej i Johanny Christiny de Kok (1839–1909)  . W 1880 roku rodzina Mondriaanów przeprowadziła się do Winterswijk, niedaleko granicy niemieckiej, gdzie ojciec podjął pracę nauczyciela rysunku . Matka Mondriana często chorowała i najstarsza siostra Christina, już w wieku ośmiu lat, musiała zajmować się domem. Ojciec, zagorzały kalwinista, często wyjeżdżał służbowo w ramach działalności kościelnej.
Od roku 1886 Mondrian uczył się rysunku u ojca oraz wuja, Fritza Mondriaana (ucznia Willema Marisa (1844–1910)), który był już uznanym pejzażystą Szkoły Haskiej . Zgodnie z wolą ojca, Piet Mondrian miał również zostać nauczycielem rysunku . Nabył prawa do wykonywania tego zawodu i podjął pracę nauczyciela w szkole podstawowej, lecz nie czuł się do tego powołany. Dzięki wsparciu finansowemu przyjaciela rodziny , w 1892 roku wstąpił na Akademię Sztuk Pięknych w Amsterdamie (hol. Amsterdamse Hogeschool voor de Kunsten), gdzie naukę ukończył w 1897 roku . W 1893 roku jego prace zostały po raz pierwszy wystawione na wystawie w Utrechcie .
W działalności artystycznej Mondriaana można wyróżnić cztery charakterystyczne okresy .

### Holandia (1890–1904)
Prace z tego okresu to głównie pejzaże, przedstawiające rodzime krajobrazy, wiatraki, rzeki i pola, w stylu impresjonizmu holenderskiego. Są to obrazy realistyczne, w których widać wpływ ówczesnych nurtów malarskich, takich jak pointylizmu i fowizmu.
W latach 1890–1904 Mondrian utrzymywał się, wykonując rysunki do podręczników szkolnych, rysunki naukowe dla bakteriologa Reindera Pietersa van Calcara (1872–1957) oraz kopie obrazów dla Rijksmuseum .

### Holandia (1908–1911)
W 1908 roku Mondriaan namalował obraz Bosch: Las w pobliżu Oele (nid. Bosch: Bos bij Oele), gdzie przedstawił las ze zdeformowanymi drzewami, używając kolorów fioletowego, żółtego, pomarańczowego i czerwono-brązowego – widać tu wpływ norweskiego ekspresjonisty Edvarda Muncha (1863–1944)  . Zerwał tym samym z tradycyjnym malarstwem holenderskim .
W tym samym roku Mondriaan poznał postimpresjonistę Jana Sluytersa (1881–1957) i symbolistę Jana Tooropa (1858–1928), przedstawiciela luminizmu  i za ich sprawą zetknął się z nowym podejściem do koloru i światła . W 1908 roku, podczas pobytu w Domburgu, zaczął pracować nad obrazem Wieczór; Czerwone drzewo (nid. Avond: De rode boom), kontrastując czerwone drzewo z niebieskim tłem . W 1909 roku luministyczne prace Mondriana zostały wystawione na dużej wystawie grupowej w amsterdamskim Stedelijk Museum, a sam artysta został uznany za czołowego przedstawiciela holenderskiej awangardy .
W tym samym roku Mondrian wstąpił do amsterdamskiego Towarzystwa Teozoficznego, którego członkowie wierzyli w harmonijny kosmos, gdzie duch jednoczy się z materią . Idee te zaczęły przenikać do sztuki Mondriana .
W 1910 roku namalował obrazy Latarnia morska w Westcapelle (nid. Vuurtoren van Westcapelle) i Młyn; Czerwony młyn (nid. Molen; De rode molen), używając jaskrawych, ostrych barw .

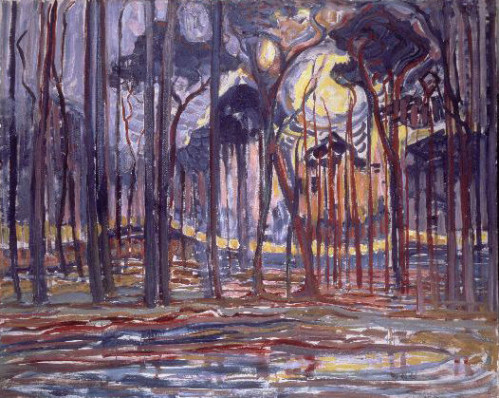
Bosch: Las w pobliżu Oele, 1908, Kunstmuseum, Haga
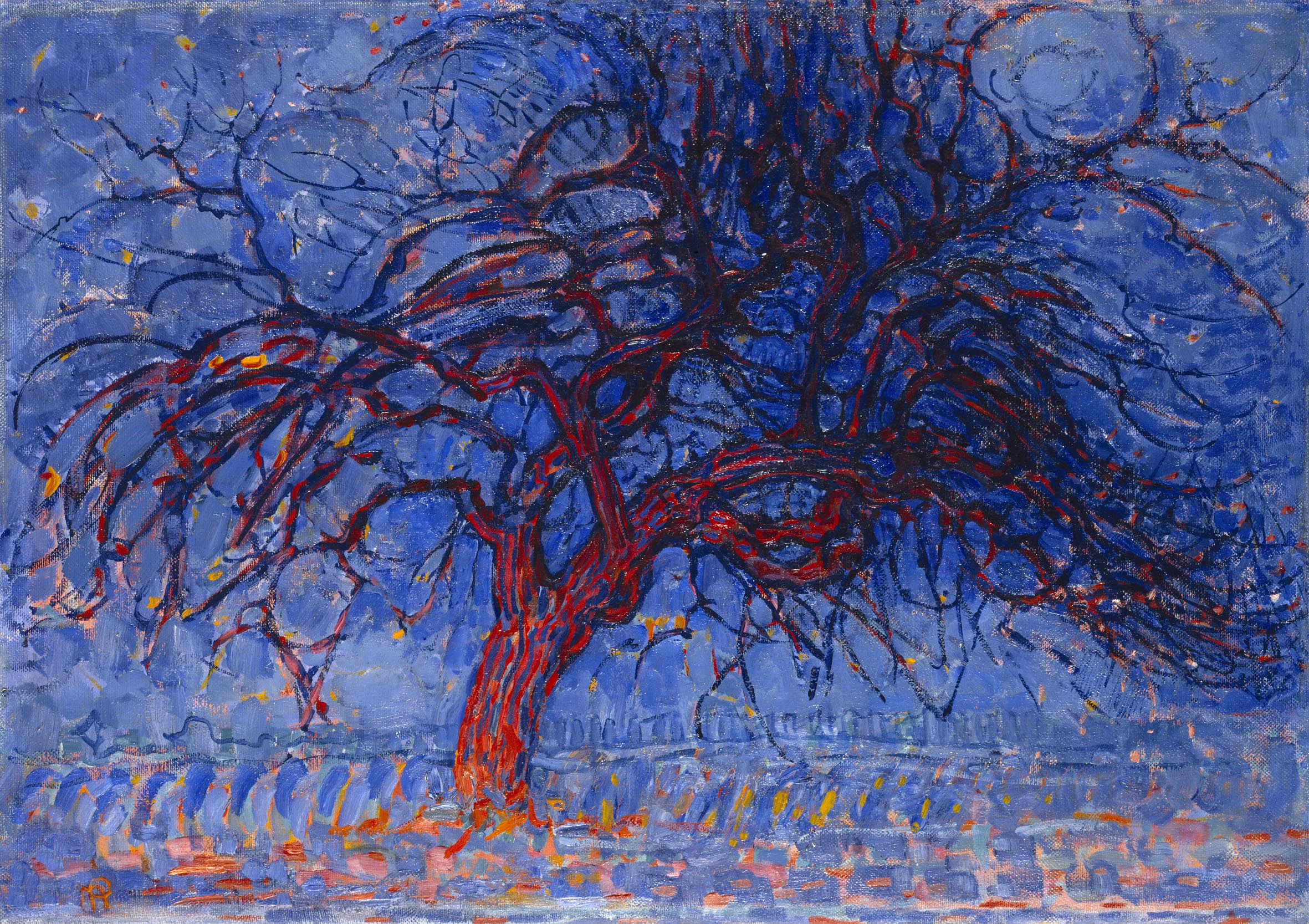
Wieczór; Czerwone drzewo, 1908–1910, Kunstmuseum, Haga
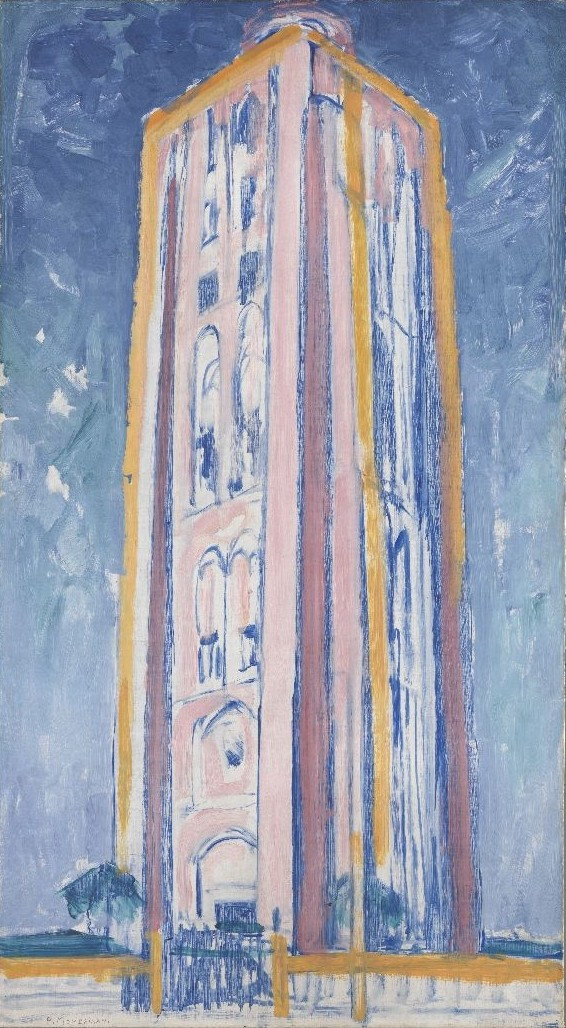
Latarnia morska w Westcapelle, 1910, Kunstmuseum, Haga
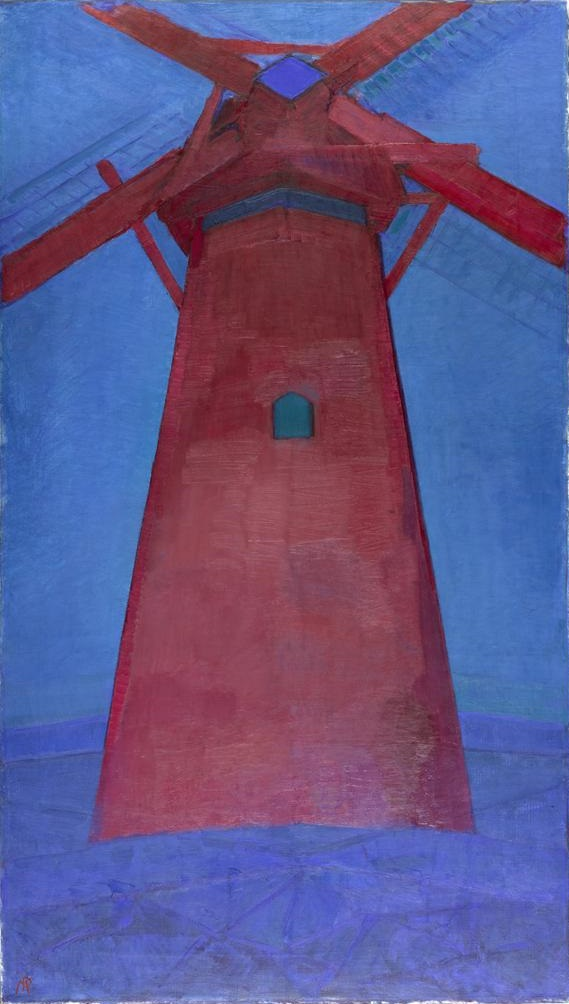
Młyn; Czerwony młyn, 1911, Kunstmuseum, Haga

W latach 1910–1911 stworzył tryptyk Ewolucja (nid. Evolutie) przedstawiający trzy postacie kobiece: postaci ludzkie i obiekty architektoniczne wyglądają tu zaskakująco podobnie – Mondrian skupił się bardziej na formach i rytmach wizualnych niż na naturze . Według jednej z interpretacji żeńskie postacie uosabiają różne etapy rozwoju człowieka: od niższego, fizycznego do wyższego, duchowego, a trójkątne sutki i pępki kobiet po lewej i prawej stronie to znaki duchowej i ziemskiej orientacji . Kobieta w środkowej części tryptyku patrząca z szeroko otwartymi oczami przypomina przedstawienia „nagiej prawdy” . Według innej interpretacji postać kobiety to nawiązanie do tradycji greckiej, w której kobietom przypisywano zdolność komunikowania się z  boskością .

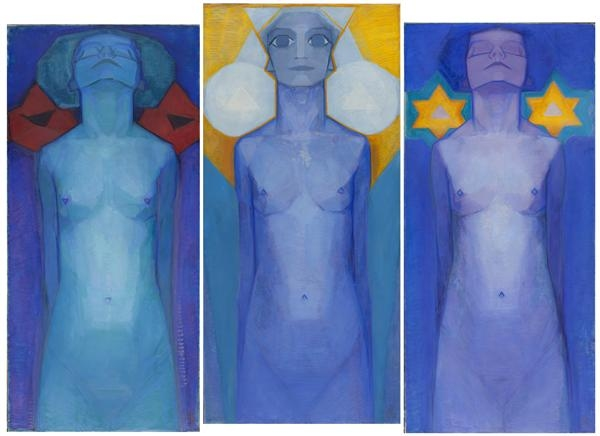
Ewolucja, 1910–1911, Kunstmuseum, Haga

W 1910 roku Mondriaan współtworzył amsterdamski Moderne Kunstkring (tłum. „Koło Sztuki Nowoczesnej”) . W tym samym roku jego prace luministyczne wzbudziły zainteresowanie podczas wystawy w Amsterdamie .

### Paryż (1911–1914)
W 1911 roku Mondrian przeniósł się do Paryża i zamieszkał w tym samym domu w dzielnicy Montparnasse, gdzie swoje pracownie mieli Conrad Kickert (1882–1965) i Lodewijk Schelfhout (1881–1943) . Zmienił nazwisko z „Mondriaan” na „Mondrian”, zrywając w ten sposób z holenderską przeszłością i integrując się z paryską awangardą.
W obrazach z tego okresu widoczne są wpływy kubistów Pabla Picassa  i Georges'a Braque'a . Na przełomie 1911 i 1912 roku namalował dwie wersje Martwej natury ze słoikiem imbiru (nid. Stilleven met gemberpot) – w pierwszej wersji przedmioty to rozpoznawalne obiekty z życia codziennego, w drugiej – to struktury prawie abstrakcyjne .
Jego obrazy drzew i fasad powstawały przy zastowaniu palety kolorów kubistów – ochry, brązu i szarości, tak by nie przeszkadzać formie, coraz bardziej redukowanej . W 1912 roku stworzył serię studium drzewa – drzewa były stopniowo redukowane do szkieletów: pierwotnej formy pnia i pionowych i poziomych gałęzi .

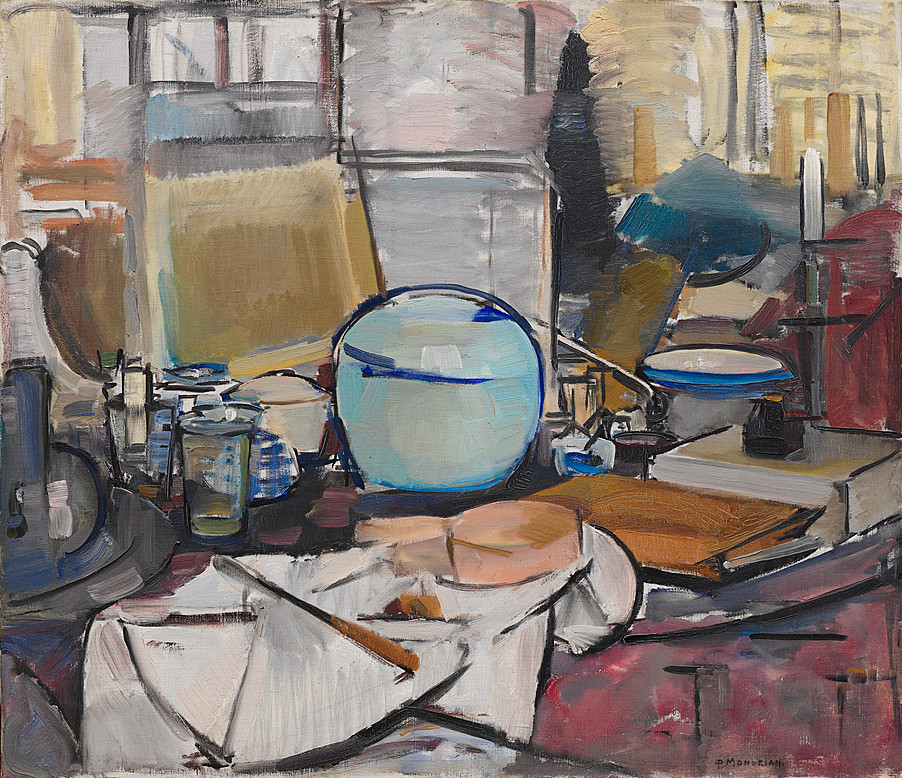
Martwa natura ze słoikiem imbiru I,  1911–1912, Muzeum Guggenheima, Nowy Jork
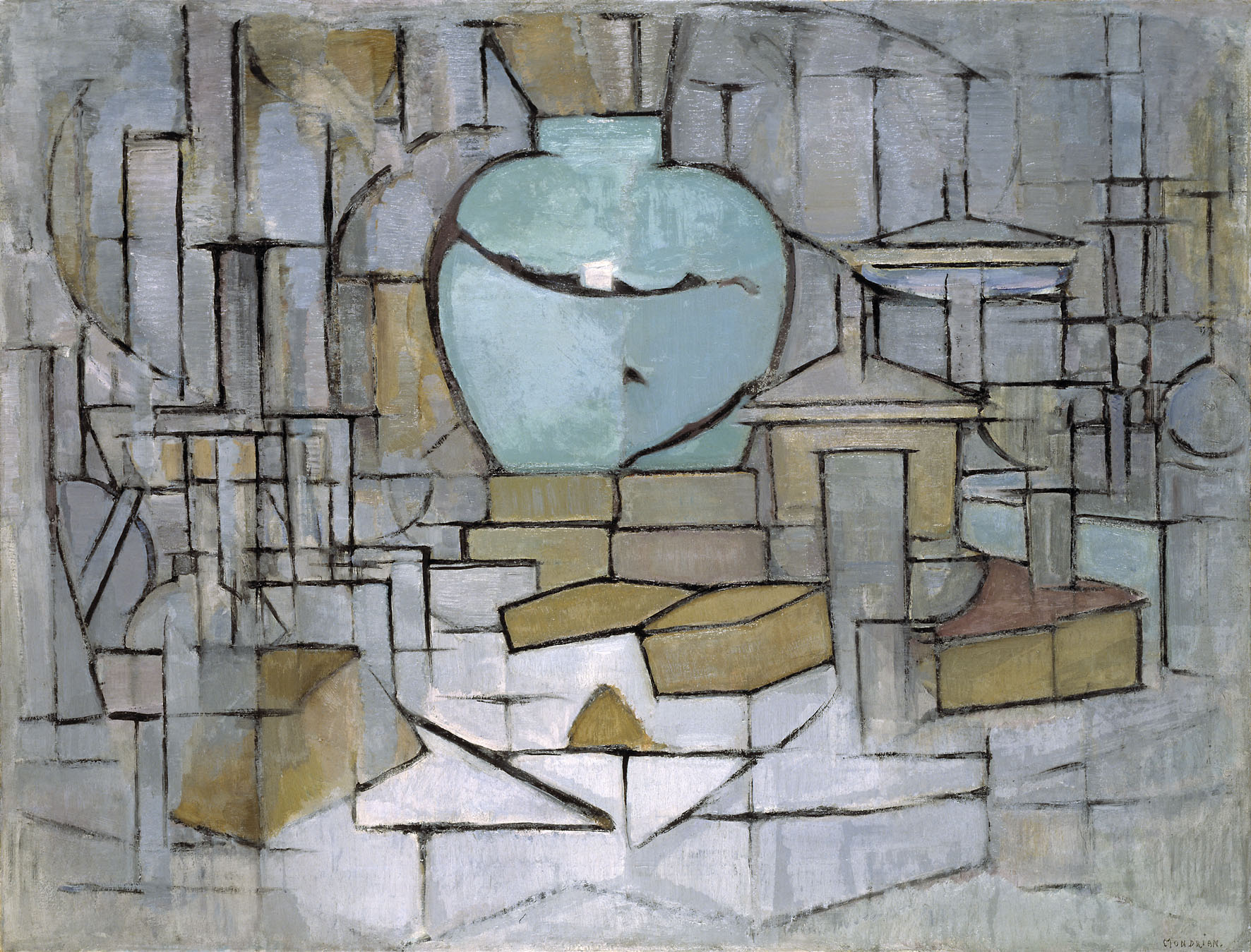
Martwa natura ze słoikiem imbiru II,  1911–1912, Muzeum Guggenheima, Nowy Jork
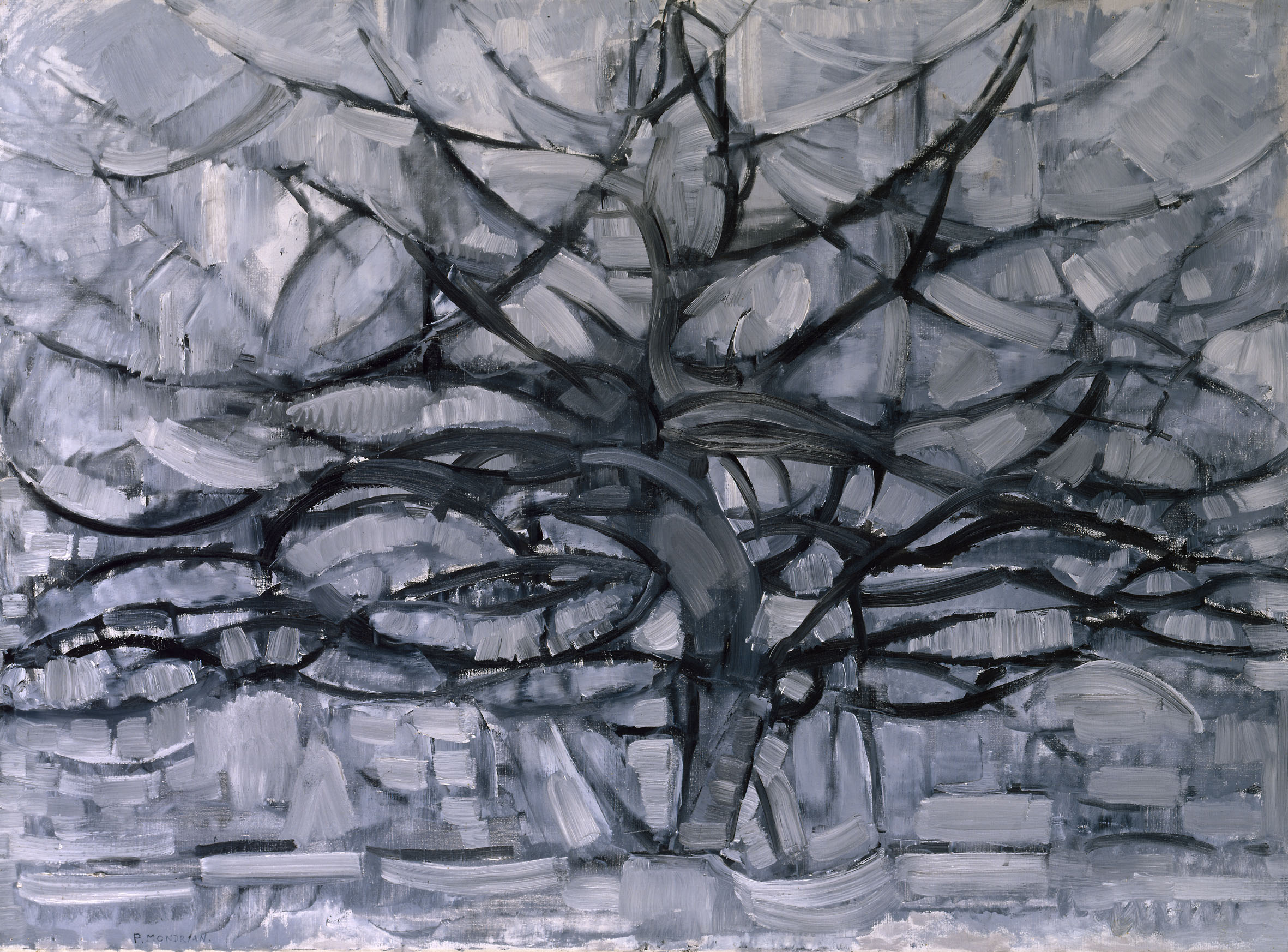
Szare drzewo, 1911, Kunstmuseum, Haga
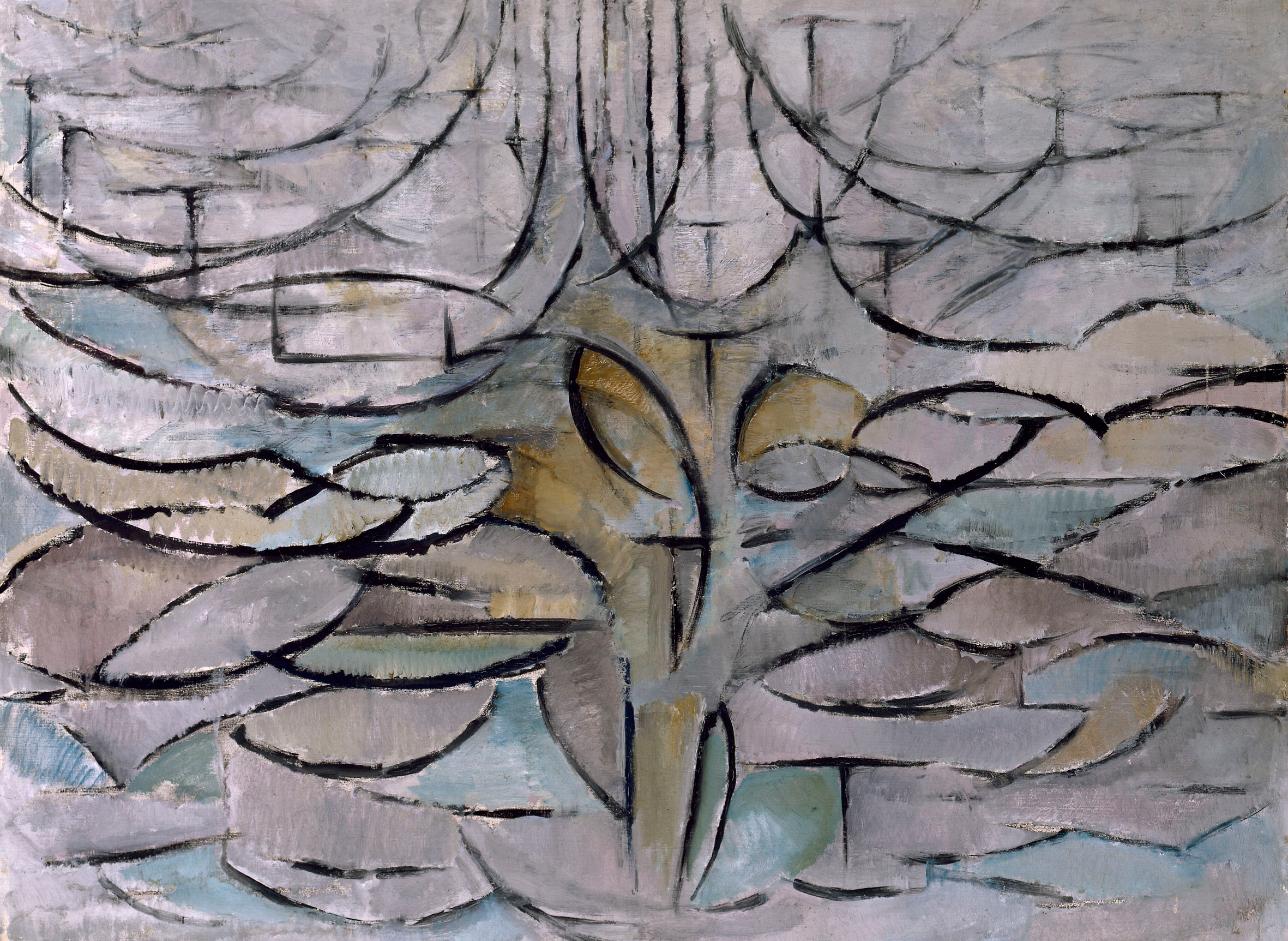
Kwitnąca jabłoń, 1912, Kunstmuseum, Haga

Z czasem zaczął stosować kubistyczny schemat kompozycji, wykorzystując podziały geometryczne i skupiając kompozycje w centrum obrazu, a pozostawiając wolne rogi płótna . Kompozycje z tego okresu miały charakterystyczny owalny kształt . Wyszedł poza kubizm analityczny, rozbierający obiekty na ich części składowe, ewoluując od 1913 roku w stronę czystej abstrakcji .

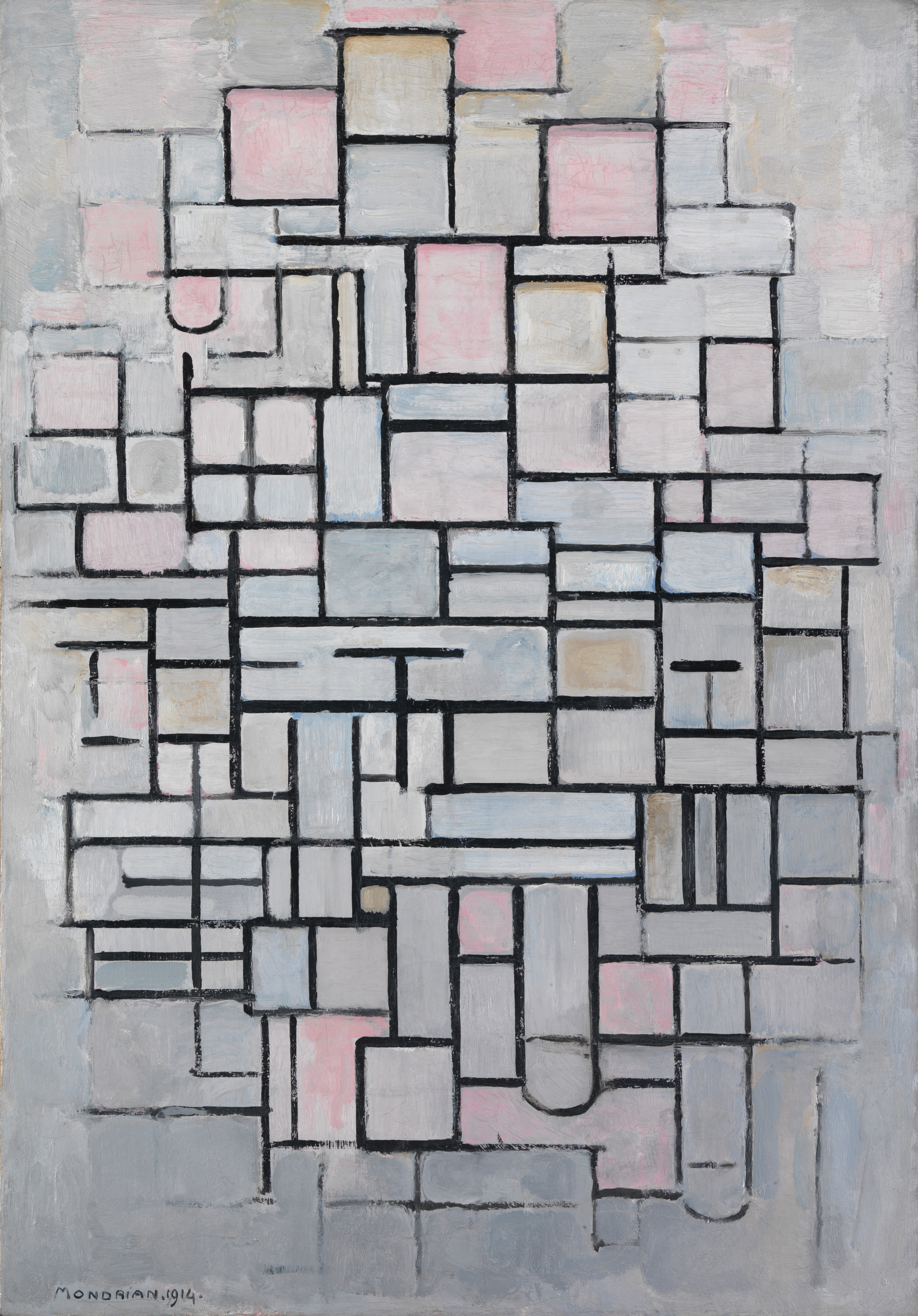
Kompozycja nr IV,  1914, Kunstmuseum, Haga
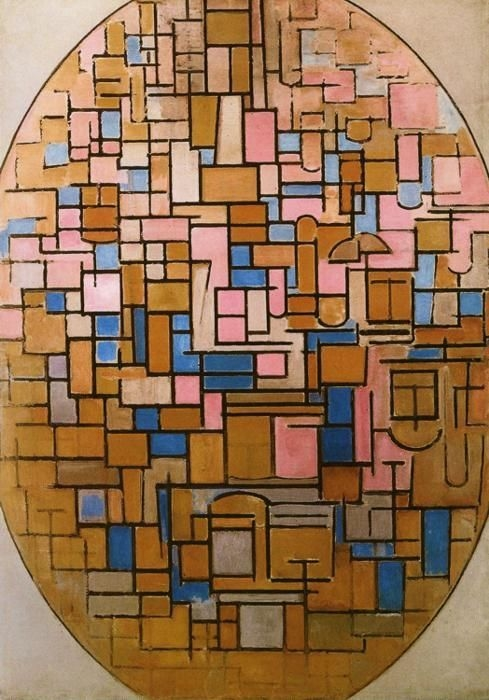
Tableau III,  1914, Stedelijk Museum, Amsterdam
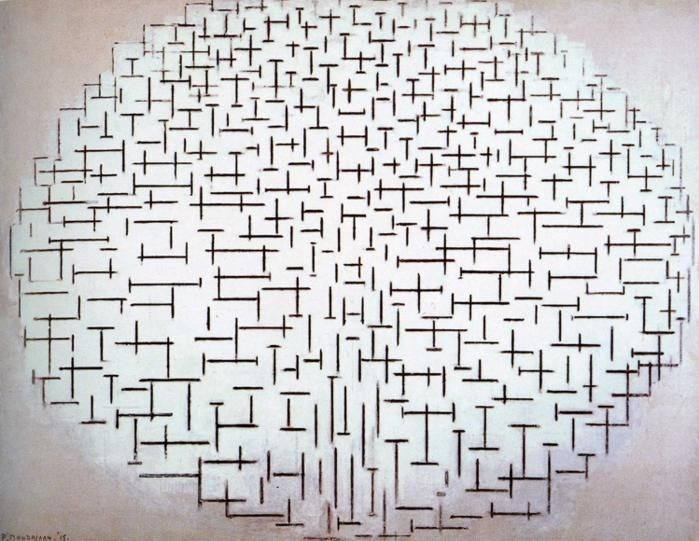
Kompozycja nr 10, 1915, Kröller-Müller Museum, Otterlo
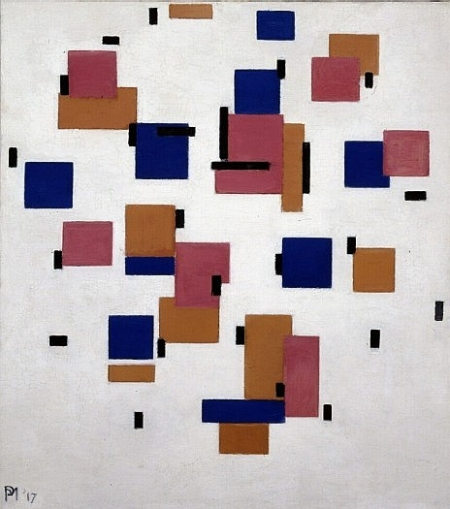
Kompozycja w kolorze B, 1917, Kröller-Müller Museum, Otterlo

### Holandia (1914–1915)
W 1914 roku Mondrian wrócił do Holandii, by odwiedzić chorego ojca . Z powodu wybuchu I wojny światowej pozostał tam aż do 1919 roku . Zamieszkał w Laren, gdzie poznał teozofa M.H.J. Schoenmaekersa (1875–1944) . W tym czasie odnowił także kontakt z Tooropem . Zafascynowany wydmami, morzem i niebem Mondriaan starał się zredukować je do najbardziej podstawowych form, linii poziomych i pionowych .

### Holandia (1915–1919), Paryż (1919–1938), Londyn (1938–1940) i Nowy Jork (1940–1944)
Mondriaan zaprzyjaźnił się z kolekcjonerem sztuki Salem Slijperem (1884–1971), który zebrał ponad 200 prac Mondriana z okresu przed 1914 rokiem . Zafascynowany był mistycznymi ideami teozofa M.H.J. Schoenmaekersa , którego później uważał za szarlatana. Prace Schoenmaekersa na temat symboliki linii i matematycznej konstrukcji kosmosu miały wpływ na postrzeganie i tworzenie sztuki przez Mondriana .
W 1917 roku wraz z Theo van Doesburgiem (1883–1931) założył w Lejdzie ugrupowanie artystyczne De Stijl  Grupa skupiała się wokół czasopisma wydawanego przez van Doesburga w latach 1917–1931 , w którym jej członkowie publikowali i którego tytuł De Stijl stał się formalną nazwą grupy .
Na łamach De Stijl Mondrian opublikował w 1917 roku serię artykułów, w których wyłożył swoje poglądy na sztukę, definiując neoplastycyzm (nid. De Nieuwe Beelding – pol. „tworzenie nowego obrazu”) .
Mondrian konsekwentnie stosował stworzony przez siebie styl, coraz bardziej go upraszczając . Jego pierwsze neoplastyczne kompozycje składały się z prostokątów wypełnionych podstawowymi kolorami, bez linii, na białym tle . W 1918 roku wprowadził linie – łączył kolorowe płaszczyzny ze sobą i z tłem przy pomocy licznych poziomych i pionowych czarnych linii . W latach 1918–1919 stworzył serię kompozycji romboidalnych, podzielonych na kwadraty, wyróżnione czarnymi liniami różnej grubości . W 1919 roku powstały również dwie wersje kompozycji warcabowej – jedna w jasnych a druga w ciemnych kolorach . Tytuły jego prac – kompozycje – zaczęły odzwierciedlać przejście w stronę abstrakcji . W 1919 roku Mondrian wrócił do Paryża . W 1920 roku wydał broszurę Le Néo-plasticisme .
Od 1921 roku zaczął tworzyć kompozycje z dużych prostokątów i kwadratów, o silnie zaznaczonym na czarno konturze, których jednobarwne pola wypełniały kolory czerwony, żółty i niebieski . W 1921 roku powstała Kompozycja w czerwieni, żółci i błękicie .

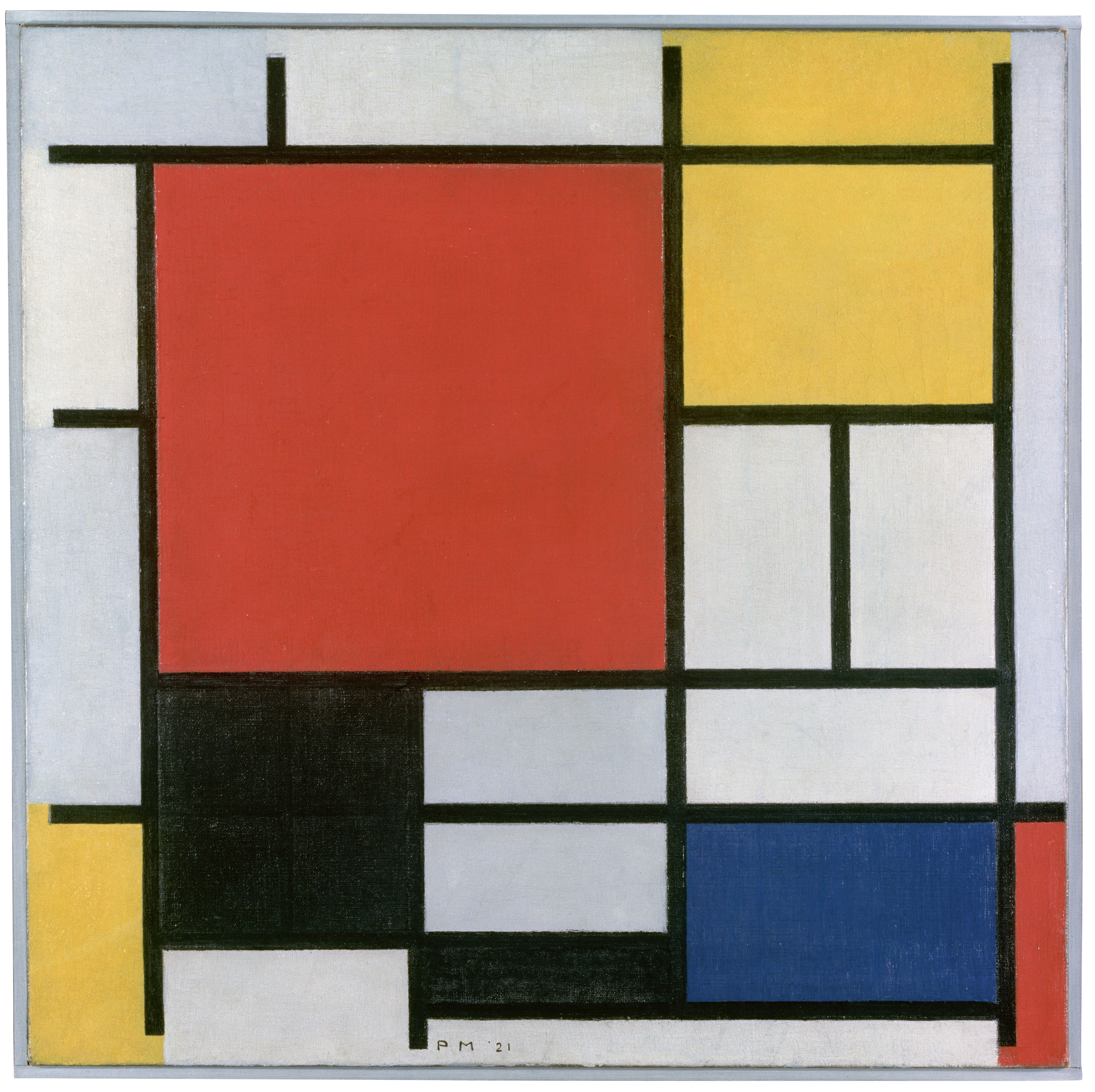
Kompozycja w czerwieni, żółci, błękicie i czerni,  1921, Kunstmuseum, Haga
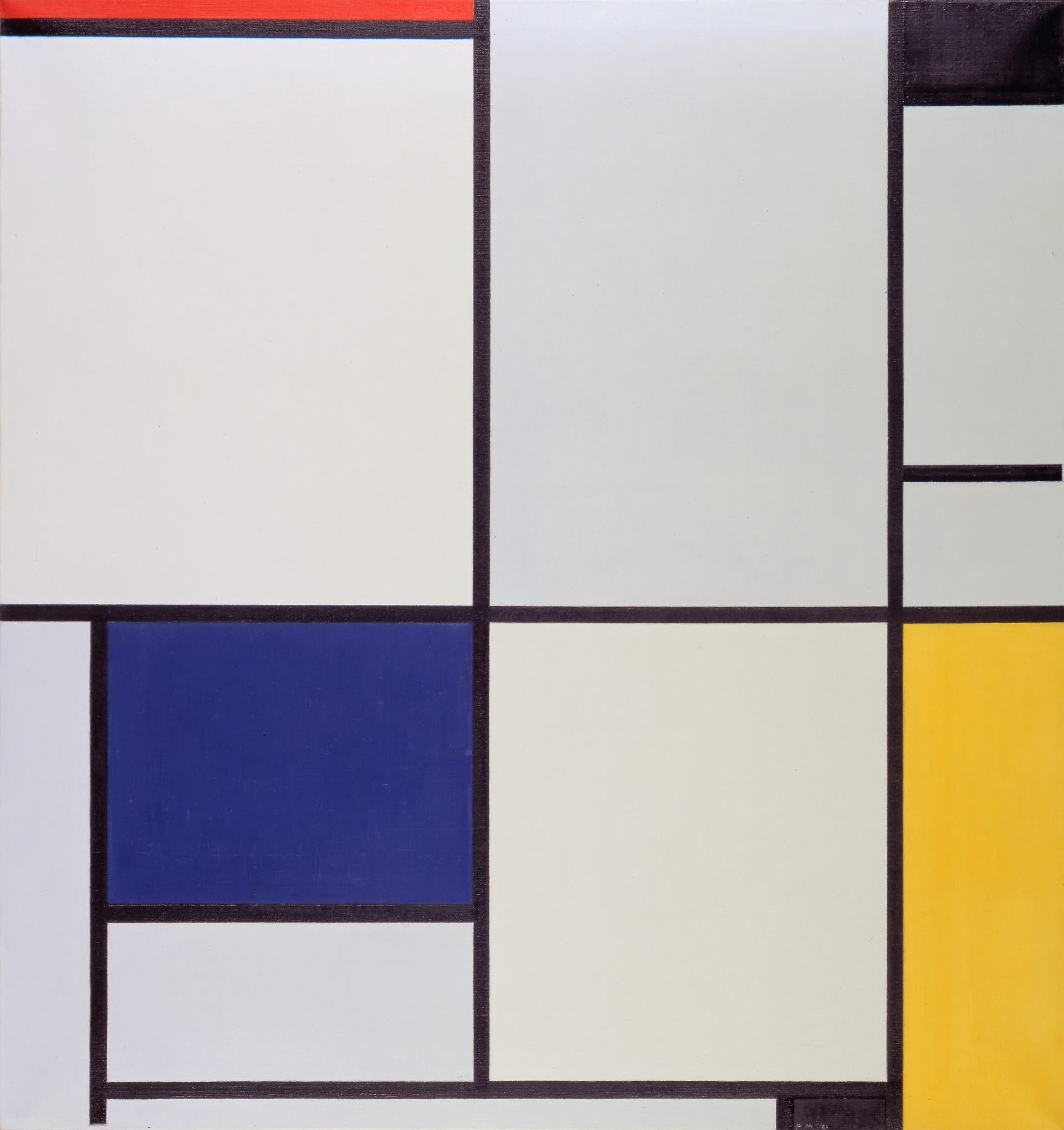
Tableau I,  1921, Kunstmuseum, Haga
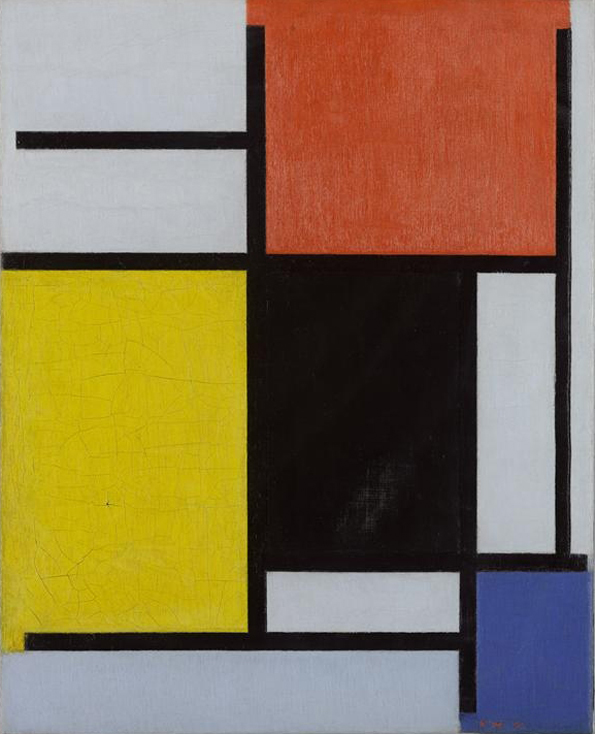
Kompozycja z czerwonym, żółtym, niebieskim, czarnym i szarym,  1921, Kunstmuseum, Haga
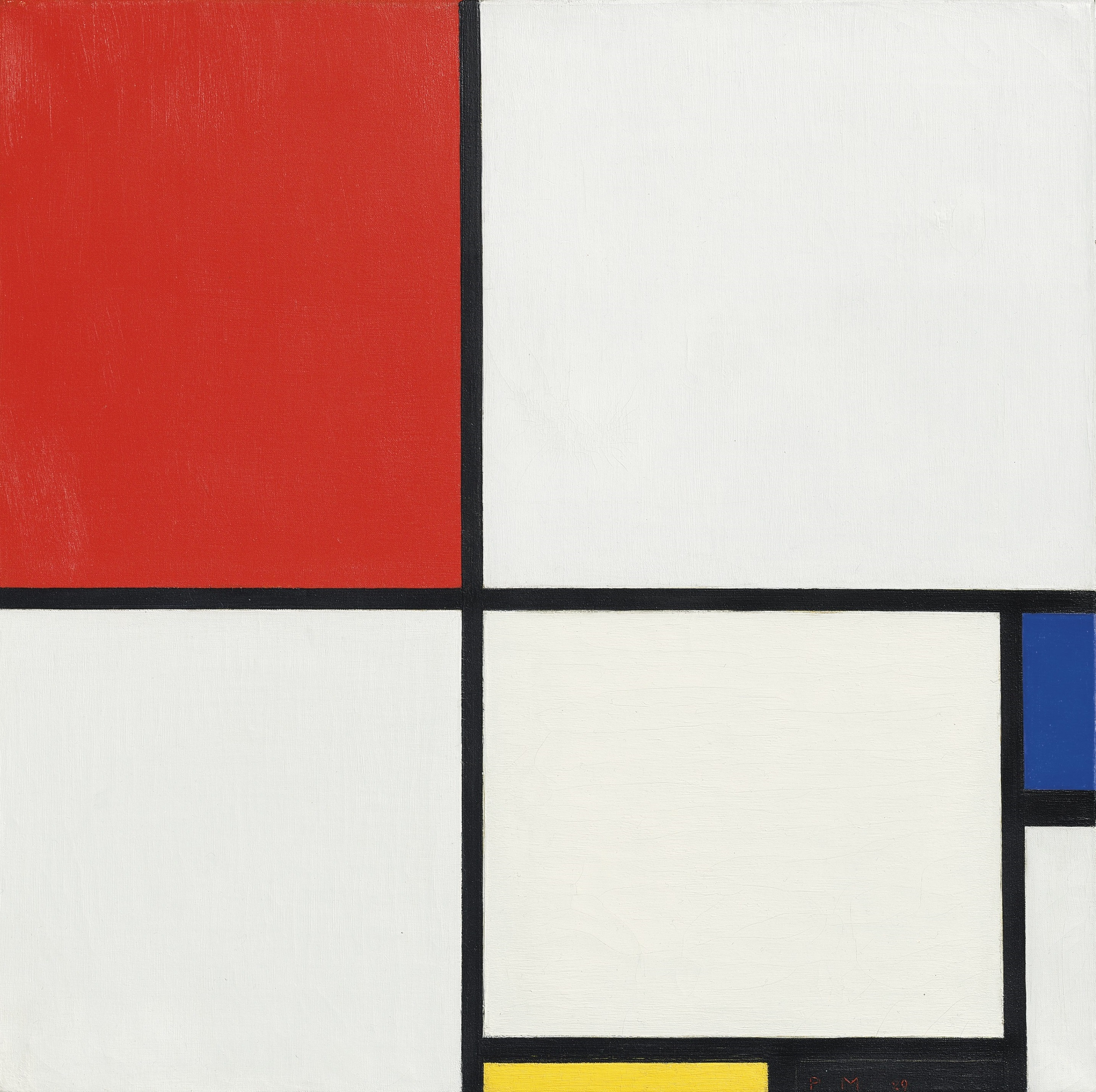
Kompozycja nr III z czerwonym, niebieskim, żółtym i czarnym, 1929, kolekcja prywatna

W 1923 roku Mondrian zaprzyjaźnił się z belgijskim malarzem Michelem Seuphorem (1901–1999), który stał się jego powiernikiem i biografem .
W 1924 roku Mondrian odszedł z De Stijl i zerwał z van Doesburgiem. Bezpośrednim powodem miało być wprowadzenie przez van Doesburga linii ukośnych (van Doesburg stworzył nowy kierunek – elementaryzm) i odejście od kąta prostego .
Od 1930 roku należał do międzynarodowej grupy abstrakcjonistów Cercle et Carré, a od roku 1931 do grupy Abstraction-Création .
W 1932 roku przyjaciele Mondriana zorganizowali mu w Amsterdamie wystawę retrospektywną z okazji jego 50. urodzin .

#### Londyn (1938–1940) i Nowy Jork (1940–1944)
We wrześniu 1938 roku, w obliczu narastającej groźby wybuchu wojny Mondrian przeniósł się do Londynu, gdzie zaprzyjaźnił się z brytyjskim abstrakcjonistą Benem Nicholsonem (1894–1982) i rzeźbiarką Barbarą Hepworth (1903–1975) . Nicholson przekonał Mondriana do wydania jego pierwszego eseju w języku angielskim – Plastic Art and Pure Plastic Art (pol. „Sztuka plastyczna i czysta sztuka plastyczna”) .
Po bombardowaniu Londynu w 1940 roku wyjechał do Stanów Zjednoczonych, gdzie został przyjęty w Nowym Jorku m.in. przez amerykańskiego abstrakcjonistę Harry'ego Holtzmana (1912–1987), którego poznał  w 1934 roku , Peggy Guggenheim (1898–1979) i Jamesa Johnsona Sweeneya (1900–1986) . Pod wpływem pulsującego życiem miasta i muzyki amerykańskiej odszedł od czarnych linii, zastępując je najpierw kolorowymi pasami, a później liniami składającymi się z kolorowych kwadracików . Jednymi z jego ostatnich dzieł były New York City I (1941) i Broadway Boogie Woogie (1942), które trafiły na wystawę autorską w 1943–1944 . W 1942 roku zaczął obraz Victory Boogie Woogie, którego nie udało mu się ukończyć .
Zmarł na zapalenie płuc 1 lutego 1944 roku  i został pochowany na cmentarzu Cypress Hills na nowojorskim Brooklynie.

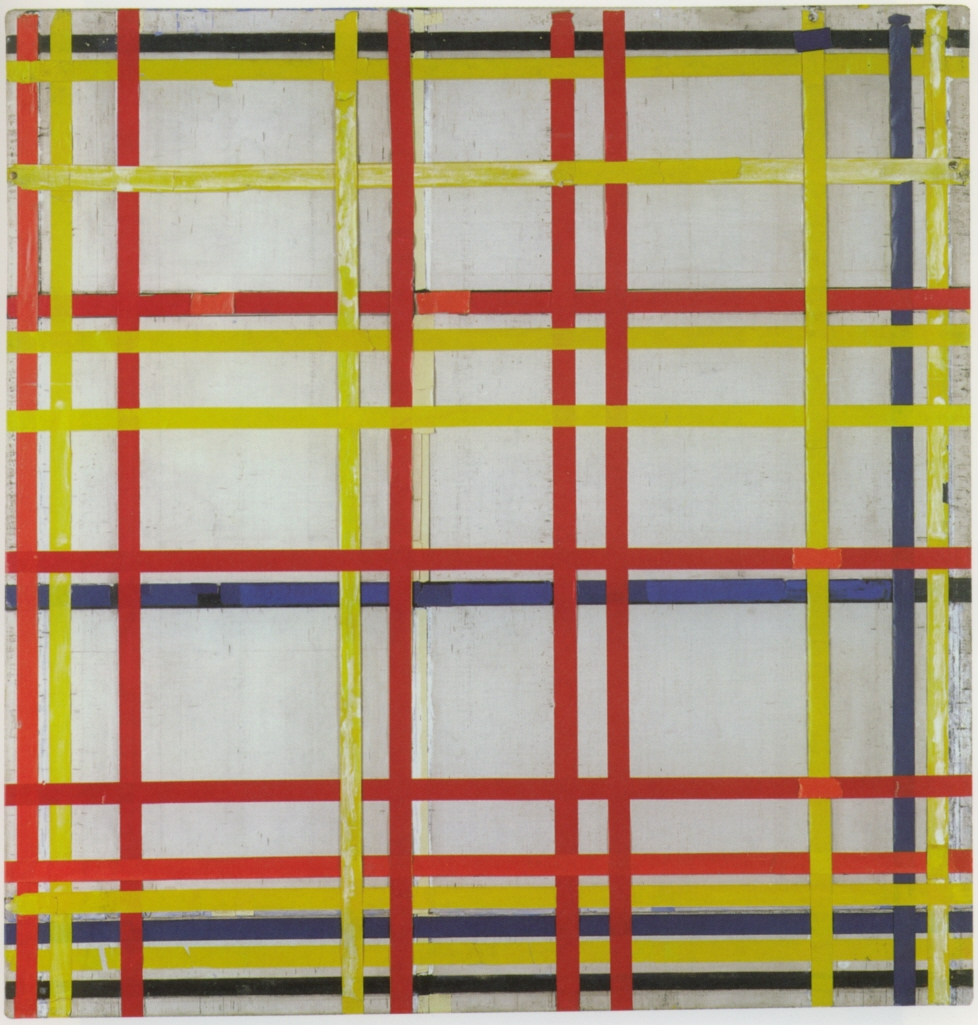
New York City I,  1941, Kunstsammlung Nordrhein-Westfalen, Düsseldorf
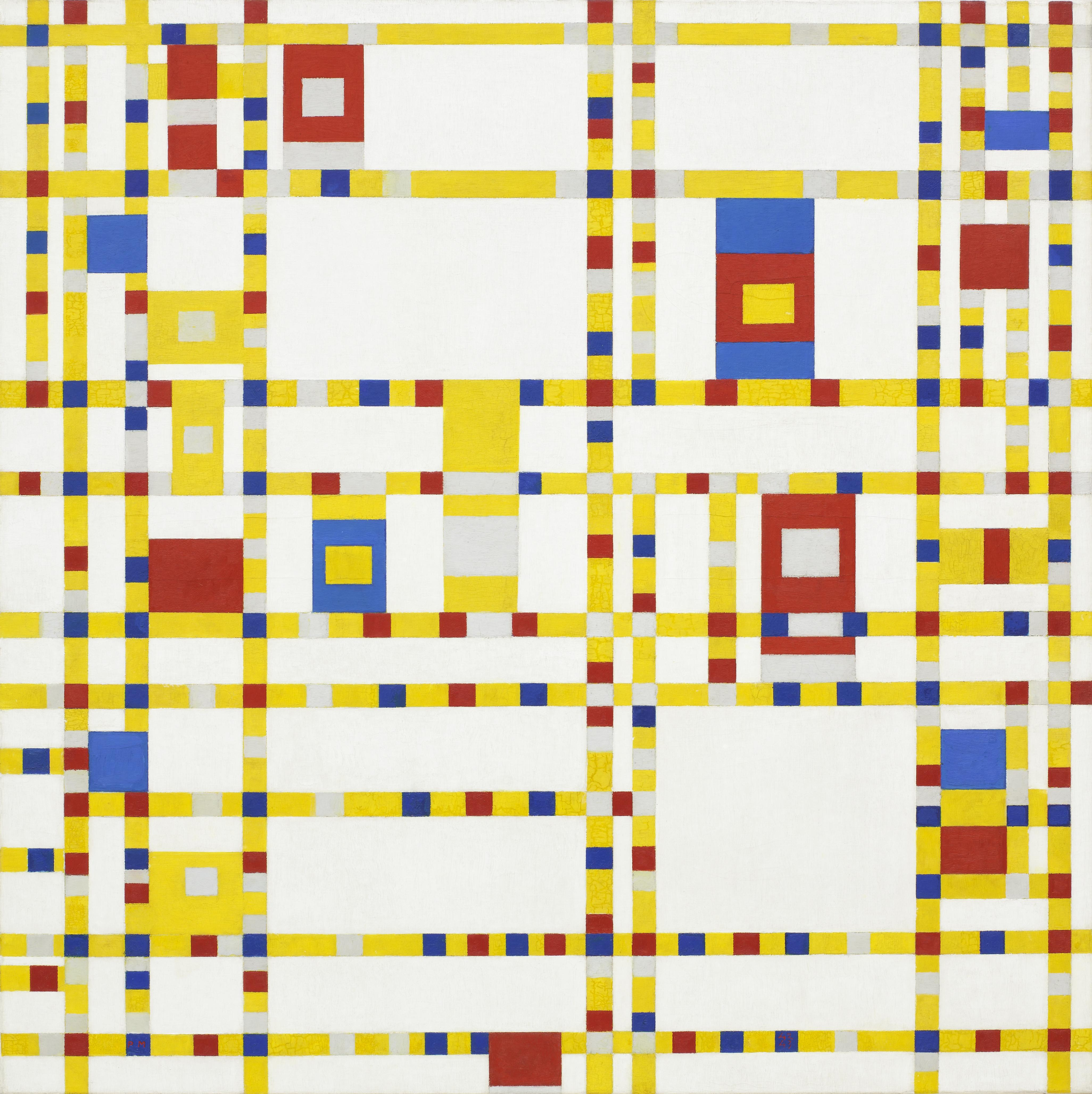
Broadway Boogie Woogie, 1942, Museum of Modern Art, Nowy Jork
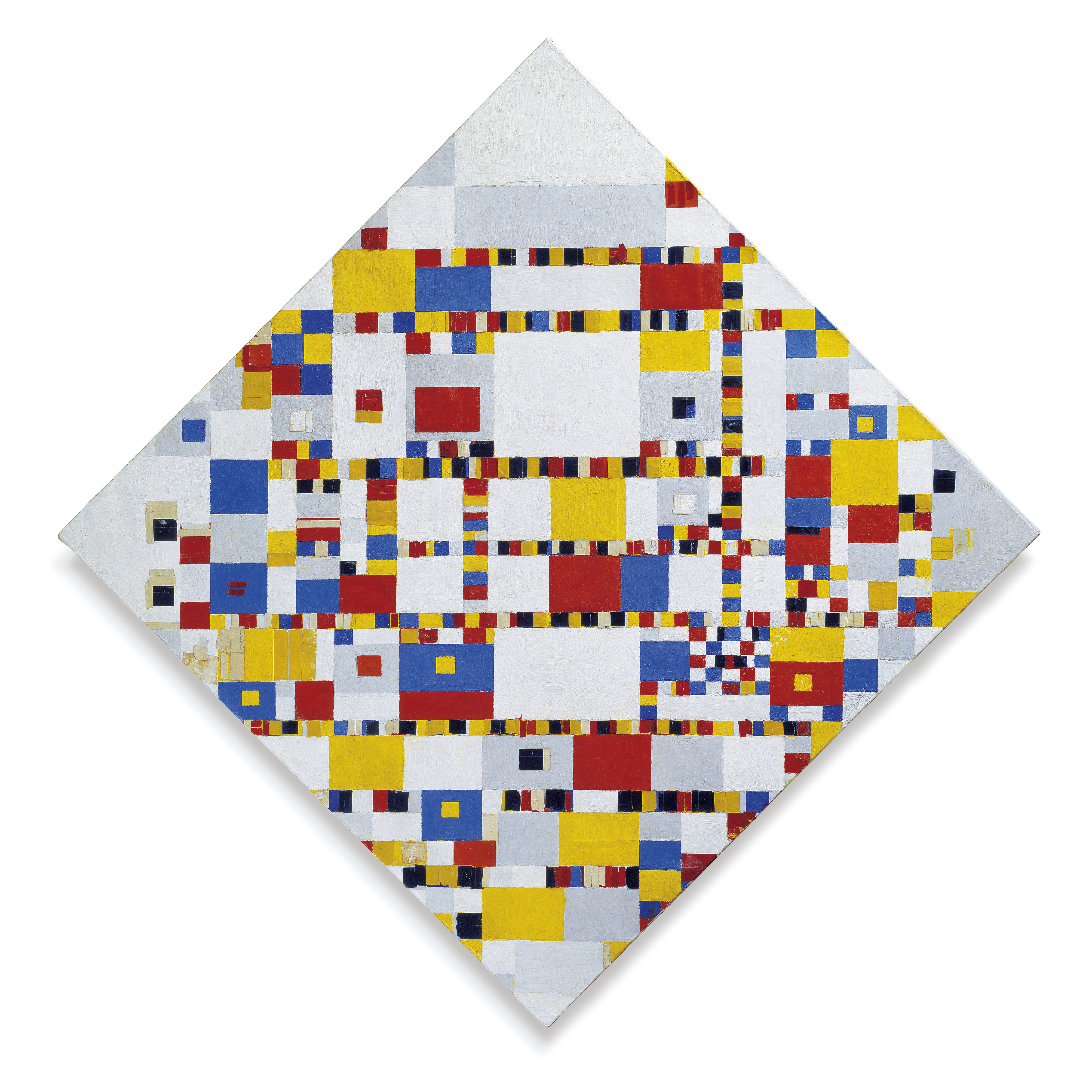
Victory Boogie Woogie, 1942, Kunstmuseum, Haga

## Twórczość
Mondrian uznawany jest, obok Kandinskiego (1866–1944) i Malewicza (1879–1935), za jednego z prekursorów abstrakcjonizmu . Sam uważał, że sztuka powinna być odnaturalizowana, czysto abstrakcyjna, pozbawiona relacji z rzeczywistością. Jego prace zapowiadały rozwój sztuki abstrakcyjnej w latach 40. i 50. XX wieku .
Mondrian początkowo malował w duchu holenderskiego naturalizmu i symbolizmu, następnie w jego obrazach widać wpływy fowizmu i impresjonizmu . Później zainteresował się kubizmem i stopniowo eliminował przypadkowość koloru i formy, redukując obiekty do abstrakcyjno-geometrycznego schematu . W końcu zaczął tworzyć zrównoważone kompozycje, złożone z układów pionów i poziomów, podporządkowanych regularnej siatce geometrycznych podziałów . W procesie uproszczania podziałów i ograniczania ilości pól malował kompozycje o dużych, pustych polach, ograniczonych czarnymi liniami i niewielkimi, kolorowymi polami . Następnie tworzył obrazy z dwoma prostopadłymi liniami; później pionową linię przecinały dwie poziome, dalej ograniczył kolorystykę do trzech barw podstawowych – najpierw na szarym, a później na białym tle . W ostatnim okresie twórczości czarne linie zastąpił liniami składającymi się z kolorowych kwadracików .

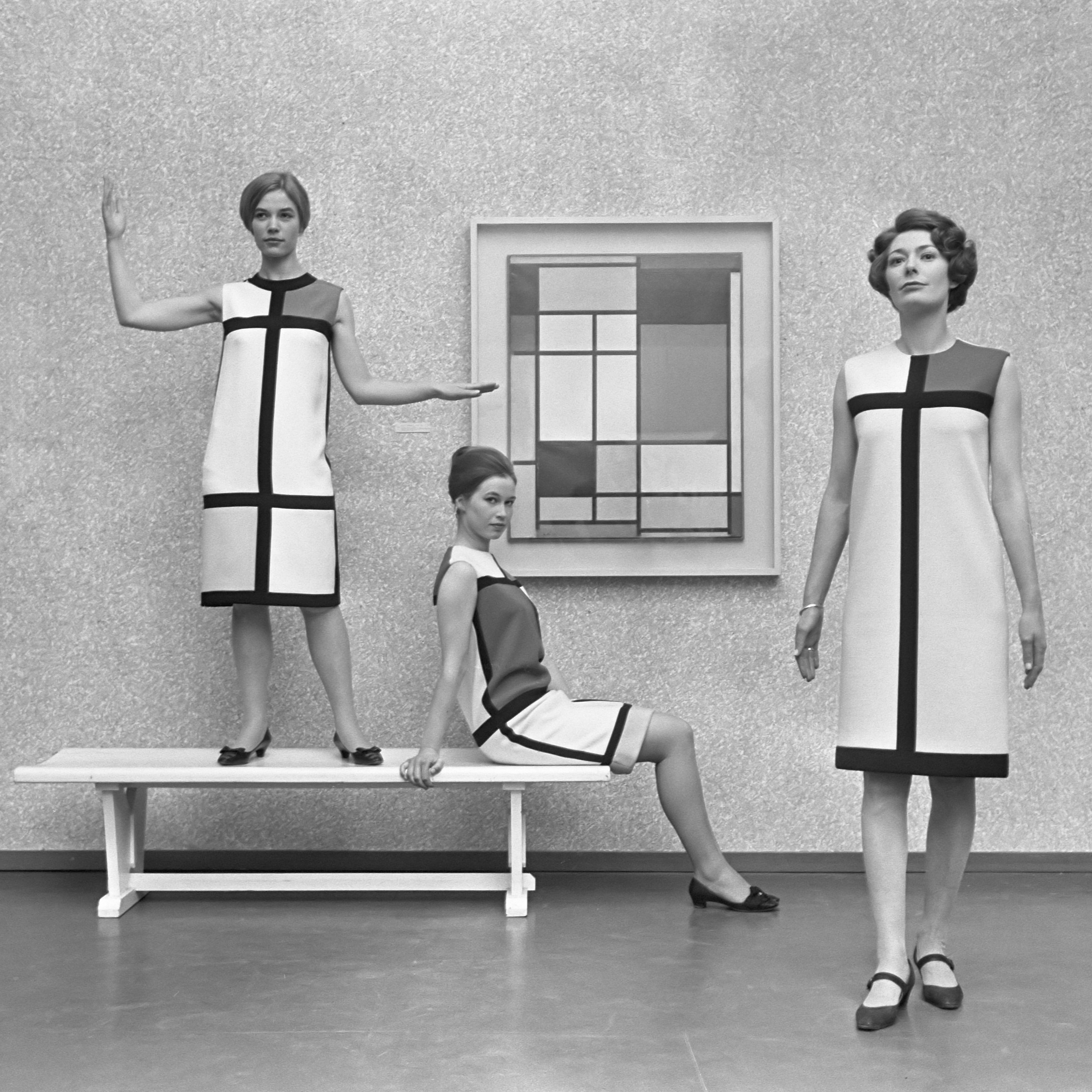
Kolekcja sukienek koktajlowych La robe Mondrian, Yves Saint Laurent, 1965

Jego prace mialy wpływ na architektów takich jak Jacobus Johannes Pieter Oud (1890–1963) i Gerrit Rietveld (1888–1964) oraz na malarzy, m.in. na Friedricha Vordemberge-Gildewarta (1899–1962) i Césara Domelę (1900–1992) . Pod wpływem Mondriana tworzył polski konstruktywista Henryk Stażewski (1894–1988) .
Mondrian inspirował również projektantów mody, m.in. Anne Klein (sukienki, 1961), Sally Victor (kapelusz, 1962) i Yves Saint Laurenta, który w 1965 roku zaprojektował kolekcję sukienek koktajlowych La robe Mondrian. Dzieła malarza zainspirowały również projektanta Christiana Louboutina – autora modelu butów Mondriana powstałego w ramach kolekcji z 2007 roku.
Prace Mondriana znajdują się przede wszystkim w zbiorach Kunstmuseum w Hadze, Kröller-Müller Museum w Otterlo, Stedelijk Museum w Amsterdamie i Museum of Modern Art w Nowym Jorku .

### Wybrane prace
- 1907 – Czerwone chmury (nid. De rode wolk), olej na tekturze, 64 × 75 cm, Kunstmuseum, Haga[18]
- 1907 – Drzewa nad Gein: wschodzący księżyc (nid. Bomen aan het Gein: opkomende maan), olej na płótnie, 79 × 92,5 cm, Kunstmuseum, Haga[19]
- 1907–1908 – Młyn Oostzijdse wieczorem (nid. Oostzijdse molen bij avond), olej na płótnie, 67,5 × 117,5 cm, Kunstmuseum, Haga[20]
- 1908 – Bosch: Las w pobliżu Oele (nid. Bosch: Bos bij Oele), olej na płótnie, 128 × 158 cm, Kunstmuseum, Haga[21]
- 1908 – Młyn; Młyn w słońcu (nid. Molen; Molen bij zonlicht), olej na płótnie, 114 × 87 cm, Kunstmuseum, Haga[22]
- 1908–1910 – Wieczór; Czerwone drzewo (nid. Avond: De rode boom), olej na płótnie, 70 × 99 cm, Kunstmuseum, Haga[4]
- 1910 – Wydmy w Domburgu (nid. Duinen bij Domburg), olej na płótnie, 65,5 × 96 cm, Kunstmuseum, Haga[23]
- 1911 – Szare drzewo (nid. De grijze boom), 1911, olej na płótnie, 79,7 × 109,1 cm, Kunstmuseum, Haga[7]
- 1911 – Ewolucja (nid. Evolutie), olej na płótnie, tryptyk, panel środkowy: 183 × 87,5 cm, panele boczne: 178 × 85 cm, Kunstmuseum, Haga[5]
- 1911 – Wieża zelandzkiego kościoła (nid. Zeeuwsche kerktoren), olej na płótnie, 114 × 75 cm, Kunstmuseum, Haga[24]
- 1911 – Młyn; Czerwony młyn (nid. Molen; De rode molen), olej na płótnie, 150 × 86 cm, Kunstmuseum, Haga[25]
- 1911–1913 – Kwitnąca jabłoń, olej na płótnie, 78 × 106 cm, Kunstmuseum, Haga
- 1914 – Kompozycja w owalu z kolorowymi obszarami (nid. Compositie in ovaal met kleurvlakken 2), olej na płótnie, 113 × 84,5 cm, Kunstmuseum, Haga[26]
- 1917 – Kompozycja nr 3 z kolorowymi płaszczyznami (nid. Compositie No. 3 met kleurvlakjes), olej na płótnie, 48 × 61 cm, Kunstmuseum, Haga[27]
- 1919 – Kompozycja rastrowa 9: kompozycja warcabowa z jasnymi kolorami(nid. Rastercompositie 9: Dambord heldere kleuren), olej na płótnie, 86 × 106 cm, Kunstmuseum, Haga[28]
- 1921 – Tableau I, olej na płótnie, 103 × 100 cm, Kunstmuseum, Haga[29]
- 1921 – Kompozycja z czerwonym, czarnym, żółtym, niebieskim i szarym  (nid. Compositie met rood, zwart, geel, blauw en grijs), olej na płótnie, 80 × 50 cm, Kunstmuseum, Haga[30]
- 1921 – Kompozycja z dużym czerwonym polem, żółtym, czarnym, szarym i niebieskim (nid. Compositie met groot rood vlak, geel, zwart, grijs en blauw.), olej na płótnie, 59,5 × 59,5 cm, Kunstmuseum, Haga[31]
- 1933 – Kompozycja z żótymi liniami (nid. Compositie met gele lijnen), olej na płótnie, 80,2 × 79,9 cm, Kunstmuseum, Haga[32]
- 1937 – Kompozycja linii i koloru: III (fr. Composition de lignes et couleur: III), olej na płótnie, 80 × 77 cm, Kunstmuseum, Haga[33]
- 1937–1942 – Kompozycja z żółtym, niebieskim i czerwonym, olej na płótnie, 72,7 × 69,2 cm, Tate Liverpool, Liverpool[34]
- 1941 – New York City I, olej i papier na płótnie, 120 × 115,2 cm, Kunstsammlung Nordrhein-Westfalen, Düsseldorf[35]
- 1943 – Broadway Boogie Woogie, olej na płótnie, 127 × 127 cm, Museum of Modern Art, Nowy Jork[36]
- 1942–1944 – Victory Boogie Woogie, olej, taśma, papier, węgiel i ołówek na płótnie, 178,4 × 178,4 cm, Kunstmuseum, Haga[37]

## Upamiętnienie
Nazwano po nim dwa języki programowania: Piet (ezoteryczny) i Mondrian (skryptowy).